# Alex Neil
Alex Neil (Bellshill, 9 juni 1981) is een Schotse voetbaltrainer en voormalig voetballer. 
Neil was van 9 januari 2015 tot 10 maart 2017 hoofdtrainer van Norwich City. Daarmee promoveerde hij aan het eind van het seizoen 2014/15 naar de Premier League, om daar een jaar later weer uit te degraderen. Voordien was hij trainer was van de Schotse toenmalige eersteklasser Hamilton Academical, waarvoor hij eerder ruim tien jaar speelde. Neil speelde zelf ook voor onder meer Barnsley en Mansfield Town.